# Round & Round
Round & Round (рус. Снова и снова)  — песня, записанная американской поп-рок группой Selena Gomez & The Scene. Композиция была написана Кевином Рудольфом, Эндрю Болуки и Джеффом Халаваксом; соавторами являются Джейкоб Кашер и Фефе Добсон. Была выпущена 19 июня 2010 года в качестве лид-сингла со второго альбома группы — A Year Without Rain. «Round & Round» — это поп-песня с элементами рока и диско. Песня получила положительные отзывы от музыкальных критиков. Дебют состоялся с двадцать четвёртой позиции в Billboard Hot 100, став самым высоким среди всех синглов группы в Соединённых Штатах. Также сингл попал в чарты Канады, Германии и Великобритании, где песня исполнялась множество раз.

## Основная информация
«Round & Round» — это танцевальная поп-композиция, продолжительностью в три минуты и пять секунд. Авторами являются Кевин Рудольф, Эндрю Болуки и Джефф Халавакс. Диско-жанр стал новым для группы, до этого они исполняли лишь поп-музыку. Было подмечено влияние Кайли Миноуг из её творчества 2000-х годов. В песне поётся об отношениях, которые повторяются по кругу.

## Восприятие
Оценки критиков

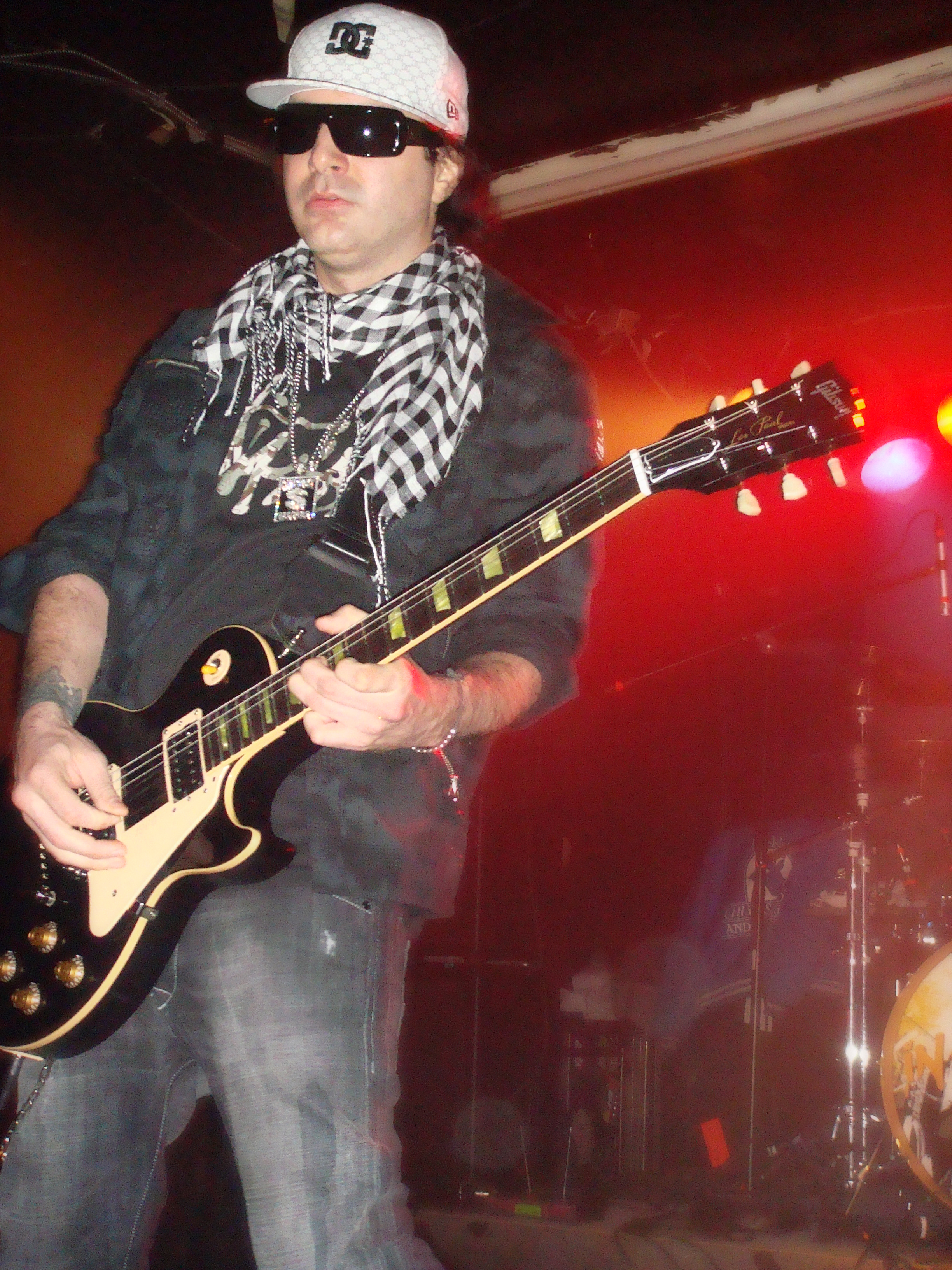
Кевин Рудольф спродюсировал песню

Тим Сендра из Allmusic сказал, что песня «хорошо спета», и отметил, что эта композиция одна из лучших на всём альбоме. Бекки Бейн из Idolator описала песню как «слишком отредактированную, но направленную на отделение Селены от Диснея». Песню также описывали как «электро-поп», слова показывают другую сторону Гомес, а также её эмоциональный рост. Роберт Коспей (Digital Spy) раскритиковал композицию, сказав, что «куплет пущен в ржавый хор»[прояснить]. Также Роберт посоветовал Селене «избежать пути Хилари Дафф и Майли Сайрус, и по-прежнему оставаться под крылом Диснея, чтобы совершенствовать своё мастерство дальше».
Позиции в чартах
«Round & Round» дебютировала на пятнадцатой строчке Hot Digital Songs, и под номером двадцать четыре в Billboard Hot 100, став вторым синглом группы, вошедшим в топ-30. Песня попадала в другие чарты Billboard — Hot Dance Club Play и Pop Songs, заняв вторую и тридцать четвёртую позицию соответственно. Данный сингл не смог побить рекорд своего предшественника — «Naturally», который занял первую и двенадцатую строчки. Песню исполняли во многих странах мира. Сингл попал на пятьдесят первую строчку Canadian Hot 100. В Великобритании песня стала сорок седьмой, продержавшись в чарте три недели. «Round & Round» заняла позиции в чартах Австрии и Германии, появлялась в Словакии. По данным на июль 2015 года, в Соединённых Штатах было продано 958 000 легальных копий сингла.

## Музыкальное видео
Музыкальный клип на сингл был снят Филиппом Эндельманом в Будапеште, в период съёмок другого проекта Селены — «Монте-Карло». Гомес выложила в «Твиттер» два промо, и объявила, что премьера состоится 20 июня 2010 года на канале «Дисней» и видеохостинге VEVO. В клипе показаны общие моменты Селены с её группой, а также певица выступила в роли секретного агента. По сюжету она была поймана с поличным другими шпионами, и ей приходится бежать. Надин Ченг из AOL JSYK похвалила клип: «Нам нравится сюжетная линия видео, и как это смешано вместе с общими планами Селены и её группы. Конечно, 17-летняя звезда появлялась в различных нарядах, несмотря на то, что она была на сцене, или же была поймана другими агентами».

## Живые выступления и промо
Первый раз с новым синглом группа выступила 14 июля 2010 года на шоу «America’s Got Talent». Было выступление на телепередаче «Good Morning America» 23 сентября того же года, совместно с другим синглом — «A Year Without Rain». Песня была представлена поклонникам 27 и 28 сентября в Великобритании.

## Список композиций
Цифровая дистрибуция (США)
- «Round & Round» — 3:05
- «Round & Round (Dave Audé Remix)» — сингл
- «Round & Round» (Dave Audé Remix)" — 3:32

Мини-альбом ремиксов в Австралии и Великобритании
- «Round & Round (Wideboys Club Mix)» — 5:56
- «Round & Round (Fascination Club Mix)» — 6:11
- «Round & Round (7th Heaven Club Mix)» — 6:08
- «Round & Round (Dave Audé Club Remix)» — 6:23

Цифровая дистрибуция (Австралия)
- «Round & Round» — 3:05
- «Naturally (Ralphi Rosario Remix)» — 3:39

Сингл в Великобритании
- «Round & Round» — 3:05
- «Naturally (Ralphi Rosario Remix)» — 3:39

Промосингл в Великобритании
- «Round & Round» — 3:05
- «Round & Round [Instrumental]» — 3:05

Сингл в США
- «Round & Round» — 3:05
- «Round & Round (Dave Audé Remix)» — 3:32
- «Call Out Hook»

## Чарты
| Чарт (2010)                                | Пиковая позиция |
| ------------------------------------------ | --------------- |
| Австрия (Ö3 Austria Top 40)                | 62              |
| Бельгия/Фландрия (Ultratip Bubbling Under) | 19              |
| Канада (Billboard Canadian Hot 100)        | 51              |
| Германия (GfK)                             | 52              |
| Словакия (Rádio — Top 100)                 | 39              |
| Великобритания (OCC UK Singles)            | 47              |
| США (Billboard Hot 100)                    | 24              |
| США (Billboard Dance Club Songs)           | 2               |
| США (Billboard Pop Airplay)                | 34              |